# Universidad San Sebastián
L'Università San Sebastiano (in spagnolo Universidad San Sebastián, sigla USS) è un'università privata cilena a con sedi situate a Concepción, Santiago, Valdivia, Osorno, Puerto Montt.

## Storia
L'Università San Sebastiano è stata fondata nel 1989. Anni dopo, l'università riceve il riconoscimento statale nel 2001. Questa università è stata accreditata in Cile per tre anni fino al 2012.

## Facoltà
Questa università ha 11 facoltà:
- Architettura e Arte
- Scienze della salute
- Scienze sociali
- Diritto
- Economia e Affari
- Ingegneria e Tecnologia
- Medicina Veterinaria
- Medicina e Infermieristica
- Educazione
- Odontologia
- Psicologia

## Rettori
Elenco cronologico dei rettori:
- Ricardo Riesco Jaramillo